# Fiódor Emelianenko
Fedor Vladimirovitch Emelianenko (Rubizhne, 28 de setembro de 1976) é um ex-lutador profissional de MMA e Sambo russo. Emelianenko é faixa-preta em Judô e Mestre Internacional em Sambo. Começou sua carreira se tornando campeão mundial de Sambo de Combate, fez sua transição ao MMA em 2000 e já em 2003 se tornou campeão dos pesos-pesados no PRIDE Fighting Championships, na época maior evento de MMA do mundo. Lutou ainda no Strikeforce, Bellator MMA, Affliction, M-1 e Fight Nights Global.
É considerado por muitos o maior lutador que nunca lutou no UFC ou até o maior lutador de MMA da história, entre eles, Junior Cigano, José Aldo, Caín Velásquez, Georges St. Pierre, e Ronda Rousey. Ficou invicto por quase uma década, incluindo vitórias sobre três ex-campeões do Pride FC, sete ex-campeões do UFC, cinco ex-campeões do K-1, um ex-campeão do Rizin FF e três medalhistas olímpicos.

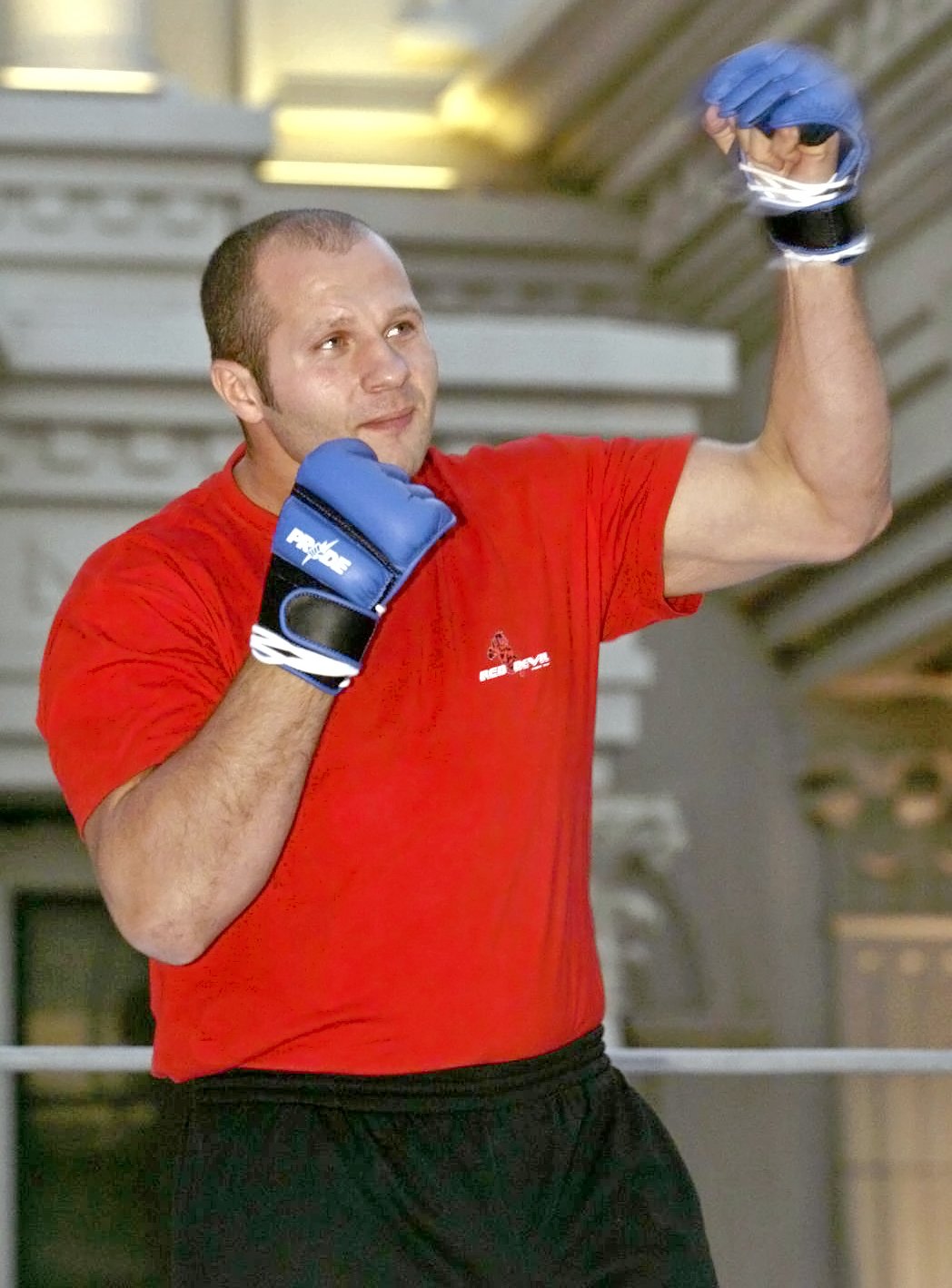
Fedor durante uma sessão de treinamento.

## Biografia
Fedor Emelianenko é o segundo filho de Olga Fiodorovna e Vladimir Alexandrovitch Emelianenko. Nasceu na União Soviética, mais precisamente na região da atual Ucrânia. Aos dois anos de idade, junto a seus pais e sua irmã mais velha Marina, mudou-se para a cidade de Stary Oskol, no Oblast de Belgorod, cidade hoje pertencente à Rússia.
O seu interesse por esporte de combate começou com o judô e o sambo. Em 1991 terminou a escola e entrou na faculdade a qual termina em 1994. De 1995 até 1997 serviu ao Exército Russo, onde continuou o seu interesse pelo desporto de combate. Em 1999, casou-se com Oksana, e no mesmo ano nasceu sua primeira filha, Macha. Em 2006, rompeu com sua esposa e começou uma nova família com sua namorada Marina. Em 29 de dezembro de 2007, sua segunda filha nasceu, Vassilissa. Em 2013, Fedor separou-se de Marina e em 2014 casou-se novamente com Oksana, sua primeira esposa.

## Carreira no MMA

### RINGS
Emelianenko estreou no MMA na organização japonesa RINGS. Esse evento tinha um conjunto diferente de regras que não permitiam que atingisse a cabeça no chão. No RINGS, Emelianenko sofreu sua primeira derrota no esporte, uma forma muito controversa contra Tsuyoshi Kohsaka, 22 de dezembro de 2000, por interrupção médica devido a um corte com 17 segundos de luta. O corte foi causado por uma cotovelada, golpe que era ilegal nas regras do evento. Emelianenko disse que essa cotovelada reabriu um corte sofrido em sua luta anterior contra Ricardo Arona.

### Pride Fighting Championships

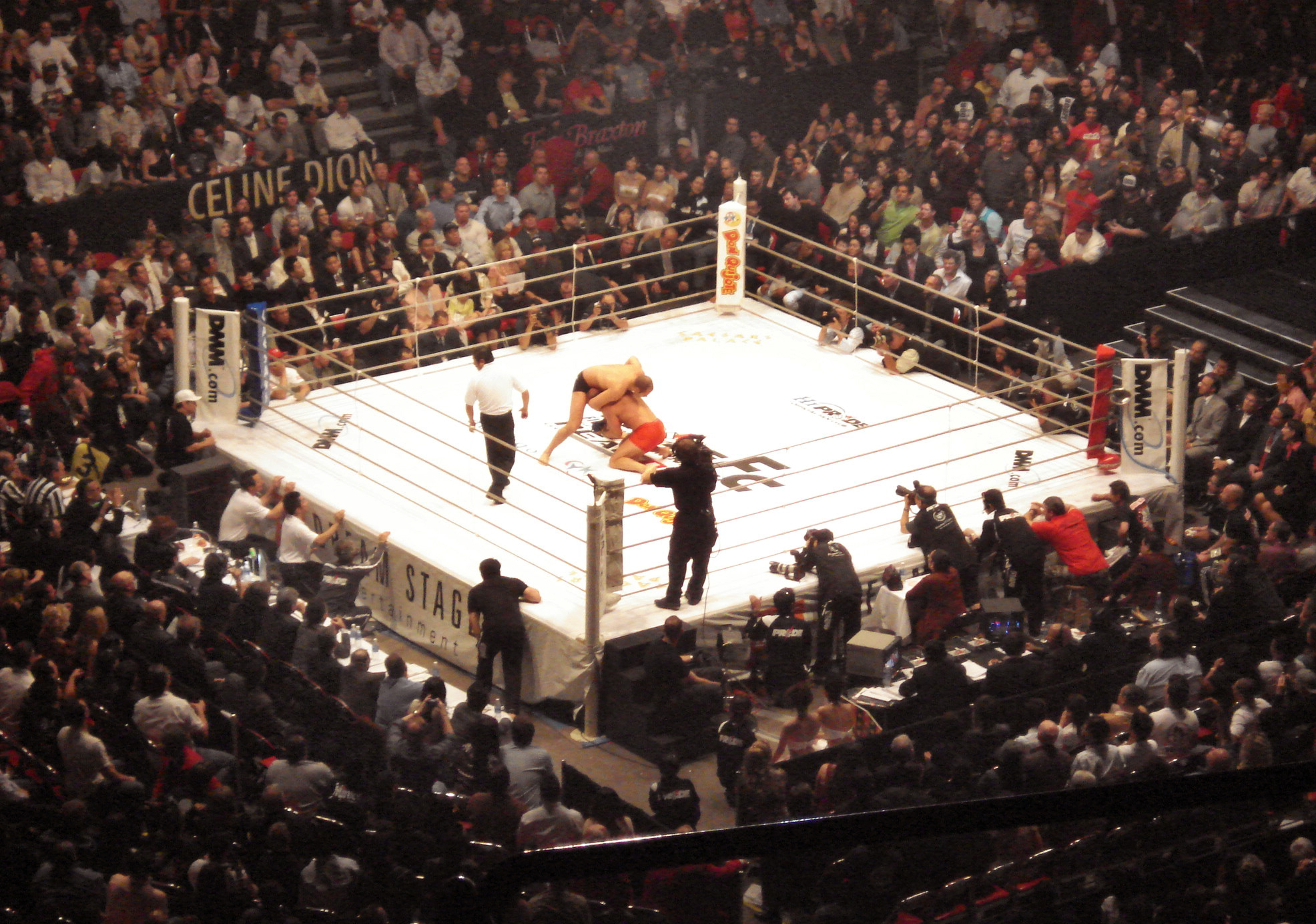
Emelianenko contra Mark Coleman no Pride 32.

Emelianenko estreou no Pride 21, 23 de junho de 2002, contra o holandês Semmy Schilt, um striker de 2,11 m, luta em que o russo venceu por decisão unânime. Em seguida, venceu Heath Hering, o que o credenciou a disputar o cinturão peso-pesado do Pride.
No dia 16 de março de 2003, no Pride 25, Emelianenko se tornou campeão dos pesados do Pride ao vencer o brasileiro Antônio Rodrigo Nogueira. Lutou três vezes no Pride, vencendo todas no primeiro assalto, antes participar do Pride Heavyweight Grand Prix 2004.

#### Pride Heavyweight Grand Prix 2004
Nesse GP, Emelianenko venceu respectivamente Mark Coleman, Kevin Randleman, Naoya Ogawa, e na final enfrentou novamente Rodrigo Minotauro. Esta luta foi dada como sem resultado, após o brasileiro desferir uma cabeçada acidental no russo, uma nova luta foi marcada meses depois, e assim como a primeira luta entre eles, Emelianenko venceu por decisão unânime.

#### Anos seguintes no Pride
Após vencer o GP dos pesados do Pride, Emelianenko conseguiu a revanche contra o único lutador que tinha conseguido, até então, vencer o russo, o japonês Tsuyoshi Kohsaka. Emelianenko dominou a luta, e venceu a luta devido a intervenção médica.
Em seguida, no Pride Final Conflict 2005, Emelianenko conseguiu uma das maiores vitórias da carreira contra o kickboxer croata, Mirko Filipović por decisão unânime.

### Affliction
No evento inaugural do Affliction, o Affliction: Banned, Emelianenko derrotou o duas vezes campeão peso-pesado do UFC, Tim Sylvia, por finalização em apenas 36 segundos do primeiro round e se tornou o primeiro campeão peso-pesado do World Alliance of Mixed Martial Arts (WAMMA).
Em sua luta seguinte no Affliction, Emelianenko defendeu seu cinturão contra o ex-campeão peso-pesado do UFC, Andrei Arlovski, no Affliction: Day of Reckoning. Emelianenko nocauteou no primeiro assalto Arlovski, após o lutador bielorrusso tentar uma joelhada voadora.

### Strikeforce
Após o Affliction falir, Emelianenko foi para o Strikeforce. Em 7 de novembro de 2009, o lutador russo estreou com uma vitória por nocaute no segundo assalto contra o lutador norte-americano Brett Rogers.
Após essa luta, Emelianenko enfrentou o brasileiro faixa-preta de jiu-jitsu brasileiro Fabrício Werdum. O lutador russo era o grande favorito, porém Werdum conseguiu finalizar Emelianenko no primeiro assalto com um triângulo, quebrando uma invencibilidade de 9 anos, 6 meses e 2 dias.
Sete meses após a derrota para Werdum, Emelianenko voltou aos ringues da franquia em 13 de fevereiro de 2011, enfrentando outro brasileiro, Antônio Silva, o Pezão, em luta válida pela primeira fase do GP dos pesos-pesados do Strikeforce. Após um primeiro round equilibrado, em que dois dos árbitros marcaram 10 a 9 para o russo e outro marcou o mesmo placar para o brasileiro, Emelianenko foi amplamente dominado no segundo round. Pezão conseguiu derrubá-lo logo nos primeiros segundos do round e trabalhou a posição durante os cinco minutos, acertando dezenas de socos e tentando várias finalizações. Todos os árbitros pontuaram 10 a 8 para o brasileiro, tamanho o domínio. Com o olho direito completamente fechado, o médico impediu que Emelianenko voltasse para o terceiro round e Antônio Silva foi declarado vencedor por TKO.
Na entrevista após a luta, Emelianenko cogitou a aposentadoria. "Algo deu errado desde o início da luta e eu não consegui corrigir. Talvez seja a hora de partir. É, talvez esta tenha sido a última vez. Talvez seja a hora. Obrigado a todos por tudo. Tive uma grande, bela e longa carreira esportiva. Talvez seja a vontade de Deus que eu pare". No entanto, seu contrato ainda previa mais uma luta e Emelianenko optou por cumpri-lo.
Essa segunda derrota seguida de Emelianenko agradou seu desafeto Dana White. O CEO do UFC, a maior franquia de MMA do mundo, não disfarçou a alegria em ver o russo ser derrotado novamente. Minutos após a derrota de Emelianenko, White postou em sua conta do Twitter apenas um sorriso, seguido de uma crítica direta ao M-1 Global, organização que gerencia a carreira do russo, ao falar "M-1 = M - acabada". Os problemas entre os dois se devem ao fato de Emelianenko ser considerado o único grande lutador de MMA da história que nunca lutou no UFC, pois ele e White nunca chegaram a um acordo para que isso acontecesse.
Recentemente, o site Sherdog o elegeu como o maior peso-pesado de todos os tempos e o maior lutador da década.

### O retorno do "Último Imperador"
Aposentado há três anos, Fedor fez um comunicado em julho de 2015, dizendo que decidiu voltar à ativa. "O Último Imperador", como é conhecido, não luta desde a vitória sobre o brasileiro Pedro Rizzo, em 2012, e estaria treinando novamente para pisar nos cages. Fedor disse através do comunicado:
"Durante o tempo que fiquei no Ministério, ajudei a desenvolver o esporte, trabalhei junto aos presidentes de federações, identifiquei os problemas no esporte e tentei resolvê-los dentro do possível. Agora, sinto que é hora de voltar ao ringue. Pude me recuperar e curar antigas lesões. Nos últimos três anos, mantive a forma física em um nível que não é o suficiente para lutar, então, recentemente, comecei a treinar intensamente. Juntamos técnicos e atletas versáteis para me ajudar. Ainda tenho muito trabalho a fazer para entrar no ringue. Negociações com eventos estão em andamento. Quando os acordos acontecerem, teremos informações sobre data e adversário." 
Os fãs do MMA comemoraram quando Scott Coker, CEO do Bellator, oficializou o retorno de Fedor Emelianenko em um evento a ser realizado no Japão na véspera do Ano Novo. Jaideep Singh, de 28 anos, foi o escolhido para encarar o russo na luta histórica na Saitama Super Arena.

### Aposentadoria
A última luta de Fedor foi no ginásio The Forum, que nos anos 80 foi palco do time do Los Angeles Lakers. O russo enfrentou o atleta norte-americano Ryan Bader na luta principal do Bellator 290. Emelianenko foi nocauteado aos 2 minutos e 30 segundos do primeiro assalto. Após o duelo, Fedor delcarou:
| “ | Nao lutei como queria, mas estou feliz em ver todas essas pessoas aqui torcendo por mim. (...) Estou muito feliz em ver todos esses lutadores que vieram aqui me ver. Muito obrigado. | ” |

Com o resultado, Fedor, que permaneceu invicto no MMA por dez anos no seu auge, quando competia em torneios no Japão, encerra sua carreira com o cartel profissional de 40 triunfos, sete derrotas e um No Contest (sem resultado oficial).

## Cartel no MMA
| Cartel no MMA   |             |            |
| 48 lutas        | 40 vitórias | 7 derrotas |
| Por nocaute     | 16          | 6          |
| Por finalização | 15          | 1          |
| Por decisão     | 9           | 0          |
| No contest      | 1           | 1          |

| Res.    | Cartel   | Oponente            | Método                                     | Evento                                            | Data       | Round | Tempo | Local                       | Notas |
| ------- | -------- | ------------------- | ------------------------------------------ | ------------------------------------------------- | ---------- | ----- | ----- | --------------------------- | --- |
| Derrota | 40-7 (1) | Ryan Bader          | Nocaute Técnico (socos)                    | Bellator 290: Bader vs. Fedor                     | 04/02/2023 | 1     | 2:30  | Inglewood, Califórnia       | Pelo Cinturão Peso Pesado do Bellator. Após a luta anunciou a sua aposentadoria.                                                                  |
| Vitória | 40-6 (1) | Timothy Johnson     | Nocaute (socos)                            | Bellator 269: Fedor vs. Johnson                   | 22/10/2021 | 1     | 1:40  | Moscovo                     | |
| Vitória | 39-6 (1) | Quinton Jackson     | Nocaute Técnico (soco)                     | Bellator & Rizin: Japan                           | 29/12/2019 | 1     | 2:44  | Saitama                     | |
| Derrota | 38-6 (1) | Ryan Bader          | Nocaute (soco)                             | Bellator 214: Fedor vs. Bader                     | 26/01/2019 | 1     | 0:35  | Inglewood, Califórnia       | Final do Grand Prix dos Pesados e pelo Cinturão Peso Pesado do Bellator.                                                                          |
| Vitória | 38-5 (1) | Chael Sonnen        | Nocaute Técnico (socos)                    | Bellator 208: Fedor vs. Sonnen                    | 13/10/2018 | 1     | 4:46  | Uniondale, Nova Iorque      | Semifinal do Grand Prix dos Pesados. |
| Vitória | 37-5 (1) | Frank Mir           | Nocaute Técnico (socos)                    | Bellator 198: Emelianenko vs. Mir                 | 28/04/2018 | 1     | 0:48  | Rosemont, Illinois          | Quartas de final do Grand Prix dos Pesados. |
| Derrota | 36-5 (1) | Matt Mitrione       | Nocaute (socos)                            | Bellator NYC: Sonnen vs. Silva                    | 24/06/2017 | 1     | 1:14  | Nova Iorque                 | Estreia no Bellator. |
| Vitória | 36-4 (1) | Fábio Maldonado     | Decisão (majoritária)                      | Fight Nights Global 50: Emelianenko vs. Maldonado | 17/06/2016 | 3     | 5:00  | São Petersburgo             | Resultado, originalmente Vitória, mudado para empate pela Associação Mundial de MMA mas essa decisão não foi reconhecida pela União de MMA Russa. |
| Vitória | 35-4 (1) | Jaideep Singh       | Nocaute Técnico (desistência após socos)   | Rizin Fighting Federation                         | 30/12/2015 | 1     | 3:02  | Saitama                     | Retorno da aposentadoria. |
| Vitória | 34-4 (1) | Pedro Rizzo         | Nocaute (socos)                            | M1-Global: Fedor vs. Rizzo                        | 21/07/2012 | 1     | 1:14  | Saitama                     | Anunciou a sua aposentadoria. |
| Vitória | 33-4 (1) | Satoshi Ishii       | Nocaute (socos)                            | Fight For Japan: Genki Desu Ka Omisoka 2011       | 31/12/2011 | 1     | 2:29  | Saitama                     | |
| Vitória | 32-4 (1) | Jeff Monson         | Decisão (unânime)                          | M-1 Global: Fedor vs. Monson                      | 20/11/2011 | 3     | 5:00  | Moscou                      | |
| Derrota | 31-4 (1) | Dan Henderson       | Nocaute Técnico (socos)                    | Strikeforce: Fedor vs. Henderson                  | 31/07/2011 | 1     | 4:12  | Hoffman Estates, Illinois   | |
| Derrota | 31-3 (1) | Antônio Silva       | Nocaute Técnico (interrupção médica)       | Strikeforce: Fedor vs. Silva                      | 13/02/2011 | 2     | 5:00  | East Rutherford, New Jersey | |
| Derrota | 31-2 (1) | Fabrício Werdum     | Finalização (triângulo com chave de braço) | Strikeforce: Fedor vs. Werdum                     | 26/06/2010 | 1     | 1:09  | San Jose, Califórnia        | |
| Vitória | 31-1 (1) | Brett Rogers        | Nocaute (soco)                             | Strikeforce: Fedor vs. Rogers                     | 07/11/2009 | 2     | 3:12  | Hoffman Estates, Illinois   | Estreia no Strikeforce. |
| Vitória | 30-1 (1) | Andrei Arlovski     | Nocaute (soco)                             | Affliction: Day of Reckoning                      | 24/01/2009 | 1     | 1:50  | Anaheim, Califórnia         | Defendeu o Cinturão Peso Pesado do WAMMA. |
| Vitória | 29-1 (1) | Tim Sylvia          | Finalização (mata-leão)                    | Affliction: Banned                                | 19/07/2008 | 1     | 0:36  | Anaheim, Califórnia         | Ganhou o Cinturão Peso Pesado do WAMMA. |
| Vitória | 28-1 (1) | Hong-Man Choi       | Finalização (chave de braço)               | Yarennoka!                                        | 31/12/2007 | 1     | 1:54  | Saitama                     | |
| Vitória | 27-1 (1) | Matt Lindland       | Finalização (chave de braço)               | BodogFight: Clash of the Nations                  | 14/04/2007 | 1     | 2:58  | São Petersburgo             | |
| Vitória | 26-1 (1) | Mark Hunt           | Finalização (kimura)                       | Pride Shockwave 2006                              | 31/12/2006 | 1     | 8:16  | Saitama                     | Defendeu o Cinturão Peso Pesado do Pride. |
| Vitória | 25-1 (1) | Mark Coleman        | Finalização (chave de braço)               | Pride 32: The Real Deal                           | 21/10/2006 | 2     | 1:15  | Las Vegas, Nevada           | |
| Vitória | 24-1 (1) | Zuluzinho           | Nocaute Técnico (socos)                    | Pride Shockwave 2005                              | 31/12/2005 | 1     | 0:26  | Saitama                     | |
| Vitória | 23-1 (1) | Mirko Filipović     | Decisão (unânime)                          | Pride Final Conflict 2005                         | 28/08/2005 | 3     | 5:00  | Saitama                     | Defendeu o Cinturão Peso Pesado do Pride. |
| Vitória | 22-1 (1) | Tsuyoshi Kohsaka    | Nocaute Técnico (interrupção médica)       | Pride Bushido 6                                   | 03/04/2005 | 1     | 10:00 | Yokohama                    | |
| Vitória | 21-1 (1) | Rodrigo Minotauro   | Decisão (unânime)                          | Pride Shockwave 2004                              | 31/12/2004 | 3     | 5:00  | Saitama                     | Defendeu o Cinturão Peso Pesado do Pride. |
| NC      | 20-1 (1) | Rodrigo Minotauro   | Sem Resultado (cabeçada acidental)         | Pride Final Conflict 2004                         | 15/08/2004 | 1     | 3:52  | Saitama                     | Final do GP de Pesados de 2004 do Pride. Uma cabeçada acidental abriu um corte e a luta não pode continuar.                                       |
| Vitória | 20-1     | Naoya Ogawa         | Finalização (chave de braço)               | Pride Final Conflict 2004                         | 15/08/2004 | 1     | 0:54  | Saitama                     | Semifinal do GP de Pesados de 2004 do Pride. |
| Vitória | 19-1     | Kevin Randleman     | Finalização (kimura)                       | Pride Critical Countdown 2004                     | 20/06/2004 | 1     | 1:33  | Saitama                     | Quartas de final do GP de Pesados de 2004 do Pride.                                                                                               |
| Vitória | 18-1     | Mark Coleman        | Finalização (chave de braço)               | Pride Total Elimination 2004                      | 25/04/2004 | 1     | 2:11  | Saitama                     | Primeiro Round do GP de Pesados de 2004 do Pride.                                                                                                 |
| Vitória | 17-1     | Yuji Nagata         | Nocaute Técnico (socos e chutes no corpo)  | Inoki Bom-Ba-Ye 2003                              | 31/12/2003 | 1     | 1:02  | Kobe                        | |
| Vitória | 16-1     | Gary Goodridge      | Nocaute Técnico (socos e tiros de meta)    | Pride Total Elimination 2003                      | 10/08/2003 | 1     | 1:09  | Saitama                     | |
| Vitória | 15-1     | Kazuyuki Fujita     | Finalização (mata-leão)                    | Pride 26: Bad to the Bone                         | 08/06/2003 | 1     | 4:17  | Yokohama                    | |
| Vitória | 14-1     | Egidijus Valavicius | Finalização (kimura)                       | Rings: Bushido Rings 7 - Adrenaline               | 15/04/2003 | 2     | 1:11  | Vilnius                     | |
| Vitória | 13-1     | Rodrigo Minotauro   | Decisão (unânime)                          | Pride 25: Body Blow                               | 16/03/2003 | 3     | 5:00  | Yokohama                    | Ganhou o Cinturão Peso Pesado do Pride. |
| Vitória | 12-1     | Heath Herring       | Nocaute Técnico (interrupção médica)       | Pride 23: Championship Chaos 2                    | 24/11/2002 | 1     | 10:00 | Tóquio                      | |
| Vitória | 11-1     | Semmy Schilt        | Decisão (unânime)                          | Pride 21: Demolition                              | 23/06/2002 | 3     | 5:00  | Saitama                     | Estreia no Pride FC. |
| Vitória | 10-1     | Chris Haseman       | Nocaute (socos)                            | Rings - World Title Series Grand Final            | 15/02/2002 | 1     | 2:50  | Yokohama                    | Ganhou o Torneio Peso Aberto do RINGS de 2001. |
| Vitória | 9-1      | Lee Hasdell         | Finalização (guilhotina)                   | Rings: World Title Series 5                       | 21/12/2001 | 1     | 4:10  | Yokohama                    | Semifinal do Torneio pelo Título Peso Aberto do RINGS de 2001.                                                                                    |
| Vitória | 8-1      | Ryushi Yanagisawa   | Decisão (unânime)                          | Rings: World Title Series 4                       | 20/10/2001 | 3     | 5:00  | Tóquio                      | Quartas de Final do Torneio pelo Título Peso Aberto do RINGS de 2001.                                                                             |
| Vitória | 7-1      | Renato Sobral       | Decisão (unânime)                          | Rings: 10th Anniversary                           | 11/08/2001 | 2     | 5:00  | Tóquio                      | Ganhou o Torneio Peso Aberto do RINGS de 2001. |
| Vitória | 6-1      | Kerry Schall        | Finalização (chave de braço)               | Rings: World Title Series 1                       | 20/04/2001 | 1     | 1:47  | Tóquio                      | Semifinal do Torneio pelo Título Peso Aberto do RINGS de 2001.                                                                                    |
| Vitória | 5-1      | Mihail Apostolov    | Finalização (mata-leão)                    | Rings: Rússia vs. Bulgária                        | 06/04/2001 | 1     | 1:03  | Ecaterimburgo               | |
| Derrota | 4-1      | Tsuyoshi Kohsaka    | Nocaute Técnico (interrupção médica)       | Rings: King of Kings 2000 Block B                 | 22/12/2000 | 1     | 0:17  | Osaka                       | Segundo Round do Torneio do RINGS King of Kings de 2000.                                                                                          |
| Vitória | 4-0      | Ricardo Arona       | Decisão (unânime)                          | Rings: King of Kings 2000 Block B                 | 22/12/2000 | 3     | 5:00  | Osaka                       | Primeiro Round do Torneio do RINGS King of Kings de 2000.                                                                                         |
| Vitória | 3-0      | Hiroya Takada       | Nocaute (socos)                            | Rings: Battle Genesis Vol. 6                      | 05/09/2000 | 1     | 0:12  | Tóquio                      | |
| Vitória | 2-0      | Levon Lagvilava     | Finalização (mata-leão)                    | Rings Russia: Rússia vs. Geórgia                  | 16/08/2000 | 1     | 7:24  | Tula                        | |
| Vitória | 1-0      | Martin Lazarov      | Finalização (guilhotina)                   | Rings Russia: Russia vs. Bulgaria                 | 21/05/2000 | 1     | 2:24  | Ecaterimburgo               | |